# Osric de Hwicce

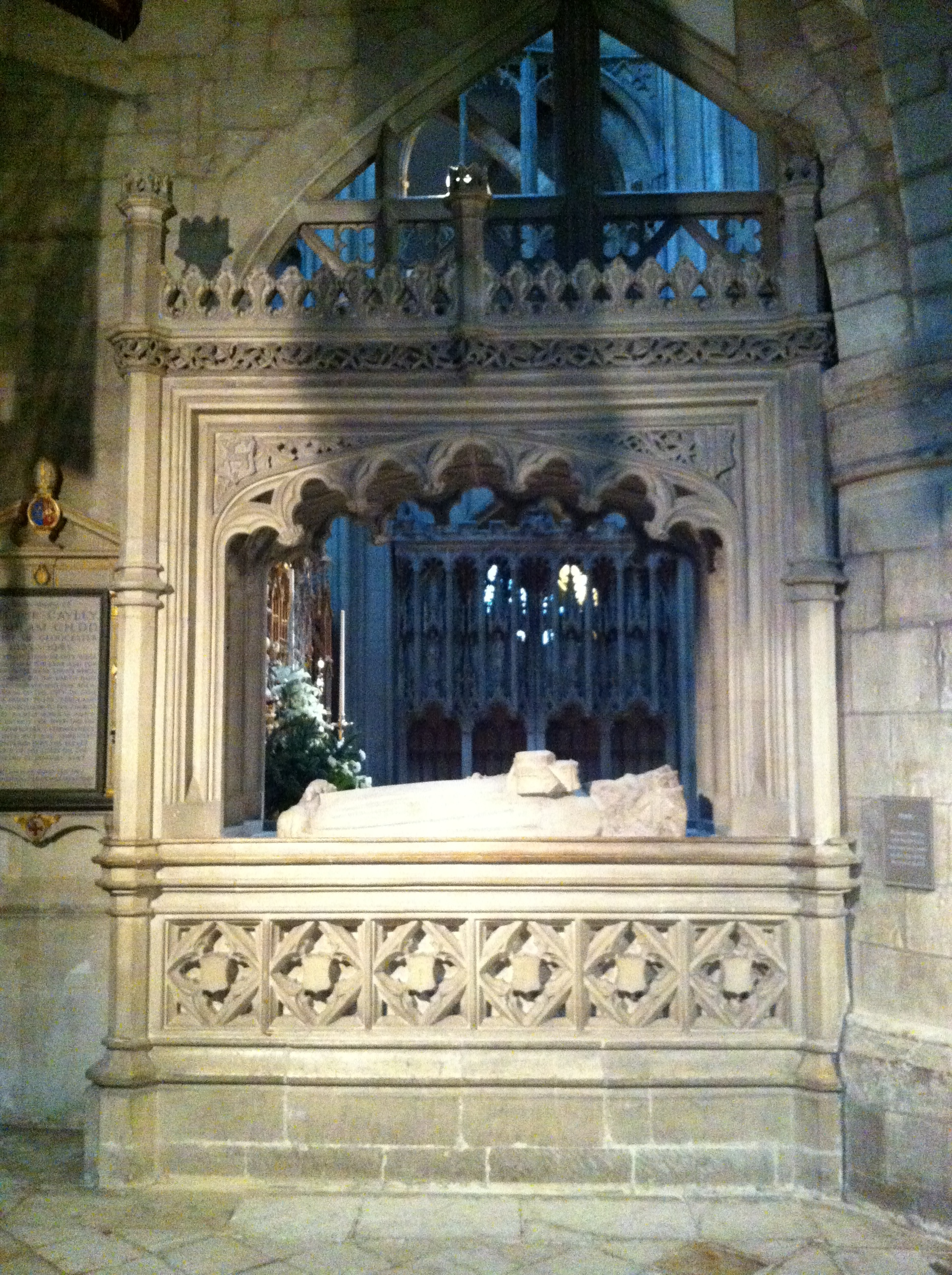
Memorial commemoratiu en forma de tomba d'Osric a la catedral de Gloucester, erigit cap al 1530

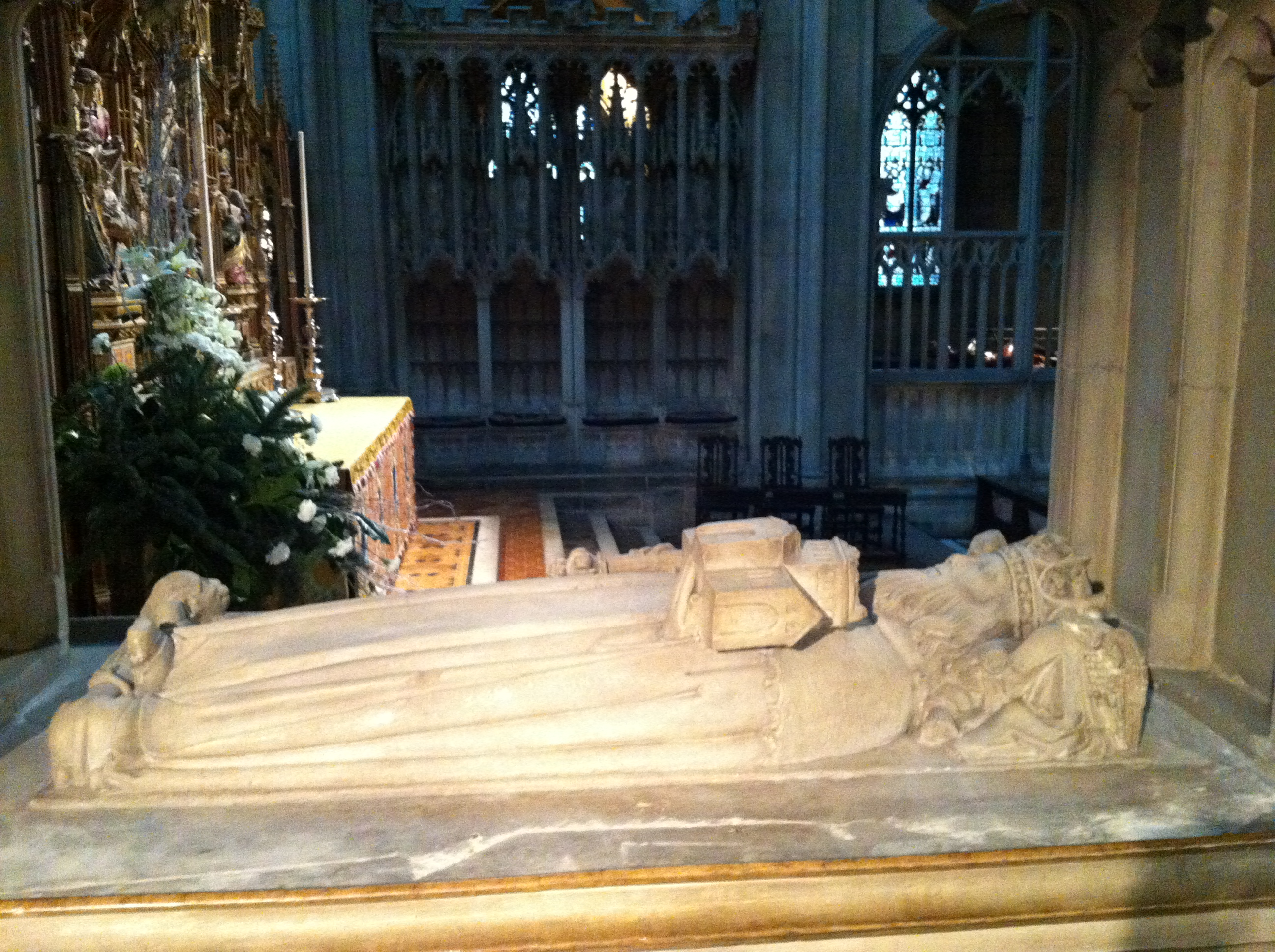
Efígie reclinada

Osric va ser un rei del regne anglosaxó de Hwicce a finals del segle vii, potser regnant conjuntament amb el seu presumpte germà Oshere.
Osric probablement era fill d'Eanhere, un anterior rei de Hwicce, amb Osthryth, filla d'Oswiu de Northumbria. L'únic matrimoni registrat d'Osthryth és el d'Æthelred de Mèrcia, però un matrimoni anterior amb Eanhere explicaria perquè Osric i el seu germà Oswald són descrits com a nepotes d'Æthelred, normalment traduïts com a nebots o néts, però aquí probablement amb el significat de fillastres.
Osric és reivindicat com el fundador de dues cases monàstiques, una a Bath (avui dia abadia de Bath) i l'altra a Gloucester (avui dia Catedral de Gloucester). L'any 676 Osric va concedir terres a l'abadessa Bertana per fundar un convent a Bath. La carta que certifica aquesta subvenció ha estat consultada per diversos motius d'edició i interpolació posterior, però probablement té una base autèntica.
La carta de fundació de l'abadia de Gloucester sobreviu en un registre medieval de l'abadia. No és senzill, però de nou es considera que té una base autèntica. Aparentment, la carta va ser emesa a la dècada de 670 per Æthelred, rei de Mèrcia, i registra la seva concessió de terres a Gloucester i Pershore a dos dels seus thegns, nobles de Hwicce, Osric i el seu germà Oswald. La part d'Osric era a Gloucester, i va demanar permís a Æthelred per fundar-hi un monestir.
La història de la fundació de l'abadia continua al registre amb la pretensió que Osric va concedir la terra per a l'abadia a la seva germana Kyneburge (Cyneburh), la primera abadessa. HPR Finberg, però, especula que Cyneburh en qüestió era la vídua d'Oswald de Northumbria. Oswald era el germà gran d'Oswiu i, per tant, oncle de la reina Osthryth, que es diu que va animar la seva tia Cyneburh a entrar en un monestir molts anys després de la mort d'Oswald. Cyneburgh seria, doncs, la bestia d'Osric, més que no pas la seva germana.
Encara que la carta de Gloucester tracta a Osric com un subordinat d'Æthelred, la carta de Bath el descriu com a rei de Hwicce. Beda també ho descriu així.
Potser sigui l'Osric que va presenciar una carta dubtosa de Frithuwold, rei de Surrey, datada l'any 675.
Osric va ser enterrat a l'abadia de Gloucester al costat de Cyneburh, davant l'altar de Sta. Petronilla; les seves restes es troben ara en una tomba medieval de la Catedral de Gloucester.
Sembla que el seu germà Oshere el sobrevisqué, i que el succeís un possible fill Æthelmod (esmentat a la carta S 1167).